# Enyang
Enyang (chinesisch 恩阳区, Pinyin Ēnyáng Qū) ist ein Stadtbezirk der bezirksfreien Stadt Bazhong im Nordosten der chinesischen Provinz Sichuan. Der Stadtbezirk wurde im Februar 2013 durch Ausgliederung aus dem Stadtbezirk Bazhou neu gegründet. Die Fläche beträgt 1.149 Quadratkilometer und die Einwohnerzahl 345.728 (Stand: Zensus 2020).

## Administrative Gliederung
Auf Gemeindeebene setzt sich der Stadtbezirk aus zwölf Großgemeinden und zwölf Gemeinden zusammen. Diese sind:
- Großgemeinde Enyang (恩阳镇), Sitz der Stadtbezirksregierung;
- Großgemeinde Chaba (茶坝镇);
- Großgemeinde Guanyinjing (观音井镇);
- Großgemeinde Huacong (花丛镇);
- Großgemeinde Liulin (柳林镇);
- Großgemeinde Qingmu (青木镇);
- Großgemeinde Sanhechang (三河场镇);
- Großgemeinde Sanhui (三汇镇);
- Großgemeinde Shangbamiao (上八庙镇);
- Großgemeinde Xiabamiao (下八庙镇);
- Großgemeinde Yushan (玉山镇);
- Großgemeinde Yuxi (渔溪镇);
- Gemeinde Guangong (关公乡);
- Gemeinde Jiuzhen (九镇乡);
- Gemeinde Qunle (群乐乡);
- Gemeinde Sanxing (三星乡);
- Gemeinde Shicheng (石城乡);
- Gemeinde Shuangsheng (双胜乡);
- Gemeinde Wan’an (万安乡);
- Gemeinde Wufeng (舞凤乡);
- Gemeinde Xinglongchang (兴隆场乡);
- Gemeinde Yinjia (尹家乡);
- Gemeinde Yixing (义兴乡);
- Gemeinde Yujing (玉井乡).